# Eric André
Eric André (Boca Raton, 1983. április 4. –) Primetime Emmy-díjas amerikai színész, humorista és műsorvezető. Ő a rendezője és a műsorvezetője a The Eric Andre Show-nak az Adult Swim televíziós csatornán, és Mike-ot játszotta az FXX televíziós csatorna Man Seeking Woman c. vígjáték-sorozatában.

## Életútja
André Boca Raton-ban, Florida államban született. Az apja haiti, az anyja amerikai zsidó. Ő feketebőrű zsidóként hivatkozik magára. André a Berklee-i zenekollégiumban tanult Bostonban, Massachusetts-ben 2005-ben, ahol nagybőgőn játszott.

### Pályafutása
Ő a rendezője és a műsorvezetője a The Eric Andre Show-nak, egy talkshow paródia a Cartoon Network éjszakai program blokkjában az Adult Swim-ben. Ő egy szereplő Mark egy rövid-életű ABC sitcom-ban a Don't Trust the B---- in Apartment 23-ben, és vendégszereplő Az élet csajos oldala című sitcom-ban mint Deke, Max szerelme és egyik szakács tanítványa.
Ő játssza Mike-ot az FXX vígjáték sorozatában, a Man Seeking Woman-ben, amit 2015. március 3-án mutattak be. A Man Seeking Woman újabb 10 epizódra visszatér a második évaddal, aminek a premierjét 2016-ra tervezik.

## Filmográfia
| Év   | Cím                                                | Szerep                   | Jegyzetek             |
| ---- | -------------------------------------------------- | ------------------------ | --------------------- |
| 2009 | Lóditó hódító                                      | 4-es számú ember         | cameo                 |
| 2010 | The Awkward Comedy Show                            | Önmaga                   |                       |
| 2010 | Thin Skin                                          | Utas                     | rövidfilm             |
| 2012 | Should've Been Romeo                               | Buzz                     |                       |
| 2013 | Gyakornokok                                        | Sid                      |                       |
| 2016 | Kocsmatúra                                         | Mook                     |                       |
| 2016 | Popsztár: Soha ne állj le (a soha le nem állással) | Dreadlocked CMZ riporter |                       |
| 2017 | Csajok hajnalig                                    | Jake                     |                       |
| 2019 | Az oroszlánkirály                                  | Azizi (hangja)           |                       |
| 2021 | Ugratások filmje                                   | Chris Carey              | író és producer is    |
| 2021 | A Mitchellék a gépek ellen                         | Mark Bowman (hangja)     |                       |
| 2021 | Énekelj! 2.                                        | Darius (hangja)          |                       |
| 2022 | Mindörökké Jackass                                 | Önmaga                   | író és vendégszereplő |
| 2022 | Animal Attraction                                  | Darius (hangja)          | rövidfilm             |
| 2023 | Trollok: Együtt a banda                            | John Frankó (hangja)     |                       |
| 2025 | Happy, a flúgos golfos 2.                          | Steiner                  |                       |
| 2026 | Animal Friends                                     | ?                        |                       |
| TBA  | Balls Up                                           | ?                        |                       |
| TBA  | Little Brother                                     | ?                        |                       |